# Marquesado de Marín
El Marquesado de Marín es un título nobiliario español creado el 1 de julio de 1899 por el Rey Alfonso XIII durante su minoría de edad, siendo Regente del Reino su madre la Reina María Cristina de Habsburgo Lorena, a favor de Sabas Marín y González, Capitán general de Cuba y Puerto Rico, Presidente del Consejo Supremo de Guerra y Marina, etc.
Este título fue rehabilitado en 1984 por Sabas de Hoces Dórticos-Marín, que se convirtió en el III marqués de Marín.

## Marqueses de Marín
| N.º                            | Titular                                      | Periodo                   |
| Creación por Alfonso XIII      | Creación por Alfonso XIII                    | Creación por Alfonso XIII |
| ------------------------------ | -------------------------------------------- | ------------------------- |
| I                              | Sabas Marín y González                       | 1899-1901                 |
| II                             | María de la Concepción Dórticos-Marín y León | 1901-1946                 |
| Rehabilitación por Juan Carlos |                                              |                           |
| III                            | Sabas Antonio de Hoces y Dórticos-Marín      | 1984-1988                 |
| IV                             | Fernando de Hoces y Bonavilla                | 1991-actual titular       |

## Historia de los marqueses de Marín
- Sabas Marín y González (f. en 1901), I marqués de Marín.

1. Casó con Matilde de León y de Gregorio, viuda del Sr. Dórticos. Fue autorizado, por Real Decreto de 10 de mayo de 1899 para designar sucesor, por lo que a su fallecimiento le sucedió su hija adoptiva, hija del primer matrimonio de su esposa:

- María de la Concepción Dórticos-Marín y León, II marquesa de Marín. Sin descendientes. Le sucedió, por rehabilitación, un hijo de su hermana María Graciela Dórticos-Marín y León, que había casado con José Ramón de Hoces y Losada, III duque de Hornachuelos, por tanto su sobrino:

- Sabas Antonio de Hoces y Dórticos-Marín (f. en 1988), III marqués de Marín.

1. Casó con Gloria Bonavilla y López del Castillo. Le sucedió su hijo:

- Fernando de Hoces y Bonavilla, IV marqués de Marín.

1. Casó, en segundas nupcias, con Matilde Polvorinos Chousa.

## Nota
El presunto heredero del Marquesado de Marín, es el hijo del IV marqués, Sabas Javier de Hoces y Gómez.